# Magnolia (Iowa)
Magnolia es una ciudad ubicada en el condado de Harrison en el estado estadounidense de Iowa. En el Censo de 2010 tenía una población de 183 habitantes y una densidad poblacional de 124,4 personas por km².

## Geografía
Magnolia se encuentra ubicada en las coordenadas 41°41′32″N 95°52′27″O / 41.69222, -95.87417. Según la Oficina del Censo de los Estados Unidos, Magnolia tiene una superficie total de 1.47 km², de la cual 1.47 km² corresponden a tierra firme y (0%) 0 km² es agua.

## Demografía
Según el censo de 2010, había 183 personas residiendo en Magnolia. La densidad de población era de 124,4 hab./km². De los 183 habitantes, Magnolia estaba compuesto por el 100% blancos, el 0% eran afroamericanos, el 0% eran amerindios, el 0% eran asiáticos, el 0% eran isleños del Pacífico, el 0% eran de otras razas y el 0% pertenecían a dos o más razas. Del total de la población el 0% eran hispanos o latinos de cualquier raza.